# Тлальпухауа-де-Район
Тлальпухауа-де-Район (исп. Tlalpujahua de Rayón), в народе просто Тлальпухауа (исп. Tlalpujahua) — посёлок и административный центр муниципалитета Тлальпухауа в мексиканском штате Мичоакан. Численность населения, по данным переписи 2010 года, составила 3530 человек.